# Dytryk II (margrabia Łużyc)
Dytryk II (Dytryk z Landsbergu) (zm. 9 lutego 1185 r. w klasztorze Petersberg) – margrabia Łużyc od 1156 r. z rodu Wettynów.

## Życiorys
Dytryk był drugim spośród synów margrabiego Miśni i Łużyc Konrada Wielkiego oraz Ludgardy z Ravensburga. Po śmierci ojca odziedziczył marchię łużycką oraz Eilenburg, a na swą siedzibę wzniósł zamek Landsberg. Ufundował także klasztor Dobrilugk. Był wiernym stronnikiem cesarza Fryderyka I Barbarossy i stał po jego stronie w zmaganiach z Henrykiem Lwem. Po śmierci Dytryka Łużyce przypadły jego młodszemu bratu, Dedo z Groitzsch.

## Rodzina
Pierwszą żoną Dytryka była Dobroniega Ludgarda, córka księcia polskiego Bolesława III Krzywoustego. Z tego związku pochodziła córka Gertruda (zakonnica) oraz syn Konrad (zginął podczas turnieju w 1175 r., przed śmiercią ojca). Dytryk odsunął Dobroniegę i związał się z Kunegundą, wdową po hrabim Plötzkau Bernardzie II. Z tego związku miał syna Dytryka, którego później legitymizował i który został biskupem Merseburga.